# Mathilde Mir
Pour les articles homonymes, voir Mir.
Mathilde Mir, née le 23 août 1896 à La Bastide-de-Sérou (Ariège) et morte le 8 décembre 1958 à Auzat (Ariège), est une enseignante, résistante et écrivaine française.

## Biographie
Mathilde Mir est née le 23 août 1896 à La Bastide-de-Sérou dans l'Ariège. Elle est la fille de deux instituteurs.

### Enseignante, directrice
Elle devient institutrice, puis intègre en 1920 l'École normale supérieure de Fontenay-aux-Roses, en Lettres. Elle reçoit en 1928 le certificat d’aptitude à la direction d'écoles normales et à l'inspection de l'enseignement primaire. Elle est nommée en 1931 directrice de l'école normale de filles d'Angoulême. Lors de la guerre d'Espagne, elle est partisane des Républicains.

### Opposante à Vichy, résistante
Sous l'Occupation, elle manifeste son opposition au régime de Vichy, refuse de commenter les paroles de Pétain et est attaquée pour cela par la presse locale,. Elle écoute Radio-Londres et observe les consignes de la France libre en participant notamment à la célébration de la fête de sainte Jeanne d'Arc, puis à la fête nationale le 14 juillet 1941. 
En conséquence de son opposition politique, sa carrière en est affectée, elle est professionnellement rétrogradée. Elle refuse sa mutation dans les Landes mais accepte ensuite un poste d'inspectrice de l'enseignement primaire à Cognac,. 
Mathilde Mir entre dans la Résistance, au sein de l'Organisation civile et militaire,, et elle en devient la responsable pour la région de Cognac. Dénoncée comme communiste, franc-maçonne et gaulliste, elle est interrogée en janvier 1942 par la police allemande, mais est relâchée ensuite. Lorsque l'OCM est dissoute, elle entre au réseau Libération-Nord. Responsable locale de ce mouvement, elle recrute des enseignants comme agents de liaison, et profite des voyages pédagogiques qu'elle organise pour établir des liaisons et itinéraires utilisés ensuite pour faire passer des résistants et des envoyés de la France libre.
Elle intègre plus tard le Bureau des opérations aériennes, en 1944. Elle rassemble beaucoup de renseignements, et suscite l'adhésion de nombreuses personnalités à la Résistance.

### Fondatrice et présidente du comité de Libération
Mathilde Mir fonde le Comité départemental de Libération en Charente, et participe à la fondation du journal Charente libre. Après la Libération, elle est journaliste. Présidente du comité départemental de Libération, elle est la seule femme à occuper un tel poste. En politique, elle milite pour la promotion des femmes et selon les thèmes de la Résistance, elle est en tête d'une liste de candidates aux élections législatives d'octobre 1945, mais sa grande popularité ne suffit pas à la faire élire.

### Écrivaine
Se mettant alors à la littérature, elle écrit des souvenirs d'enfance, des contes populaires, des récits de la Résistance. Elle publie ainsi Chroniques des jours heureux puis Vieilles choses d'Angoumois en 1946 ; Quand la terre se soulève en 1948. Elle poursuit aussi sa carrière dans l'enseignement, mais cesse ses fonctions de directrice de l'école normale pour aller en région parisienne en 1948 comme inspectrice. Retraitée en 1956, elle meurt deux ans plus tard à Auzat dans l'Ariège, le 8 décembre 1958.

## Décoration
- Médaille de la Résistance française (décret du 3 juillet 1946)[4]

## Hommages
Une rue porte son nom à Angoulême, et une école élémentaire annexe de l'IUFM a également porté son nom de janvier 1970 jusqu'à sa fermeture en août 2003 ,. 
À Poitiers, c'est la salle Mathilde-Mir qui lui rend hommage, à la maison de la région Poitou-Charentes.

## Œuvres
- Chronique des jours heureux, Angoulême, Éd. Coquemard, 1947, 166 p.
- Vieilles choses d'Angoumois, Angoulême, Coquemard, 1947, 178 p.
- Histoires et récits du pays occitan, avec Fernande Delample, Angoulême, Coquemard, 1948, 141 p.
- Quand la terre se soulève, Angoulême, Coquemard, 1948, 195 p.
- Mameli, Bourges, Tardy, 1951, 15 p.
- Contes et légendes du pays toulousain, avec Fernande Delample et des illustrations de Roger Schardner, Paris, F. Nathan, 1954, 256 p.
- Légendes et contes de France, Paris, A. Colin, 1955, 160 p.
- Sous la voûte des grands bois, avec M.-T. Mir. et D. Arnould, Paris, Magnard, 1957, 63 p.